# Park Si-yeon
Park Si-yeon (de nacimiento Park Mi-seon) es una actriz surcoreana. Participó en el concurso Miss Corea 2000, usándolo como trampolín para su carrera en la actuación, debutando como actriz en China durante el año 2004, apareciendo en papeles menores en varios dramas de la cadena CCTV. En 2005 fue lanzada en su primer papel protagonista en el drama coreano Mi Niña. Construyó su filmografía en los siguientes años, sobreponiéndose a las primeras críticas sobre sus habilidades de actuación y con el tiempo se ganó el respeto como actriz en series de televisión como "La Dolce Vita", la Casa del Café y The Innocent Man, así como en las películas The Fox Family, A Love y The Scent.

## Primeros años
Mi-seon nació en Busan, Corea del Sur. Ha dicho sobre su niñez: "Cuando yo era joven, yo solía ser tan tímida que lloré cuando me dijeron que tenía que cantar en frente de mi papá en el Año Nuevo Lunar. Mi mamá terminó por enviarme a una academia de canto, con la esperanza de que me ayudaría a conseguir superar mi timidez, pero lo extraño es que yo no podía cantar en frente de mi mamá, aunque ya no estaba nerviosa al estar en el escenario." En 1990, como estudiante de quinto grado ganó el primer premio del concurso de música infantil de la KBS.
Comenzó a asistir a la universidad en los Estados Unidos en 1998, en la licenciatura en periodismo de la Universidad de Long Island. En el año 2000, se tomó un permiso de ausencia de la escuela y entró en el concurso de belleza regional Miss Seúl, ubicándose tercera, seguido del concurso Miss Corea.

## Carrera
A pesar de que sus padres se opusieron inicialmente a su carrera de actuación, Park tomó sus fotos de perfil y fue a varias agencias de talento. Sus fotos de perfil con el tiempo fueron entregadas a una agencia china y tras varias audiciones, debutó como actriz en China. Utilizando el nombre artístico de Park Si-yeon, apareció en pequeños papeles en tres dramas de CCTV, y también consiguió un contrato de publicidad con la compañía de cosméticos Enprani.
En 2005 realizó su debut como actriz en su país natal, Corea del Sur, con el drama de la SBS Mi Niña, en la que recibió malas críticas por unanimidad. Pero siguió participando en más dramas y debutando en el cine en el 2006 con la peculiar comedia de horror-musical La Familia Fox; y poco a poco su actuación mostró una marcada mejoría. En inicios constantemente luchando para memorizar sus líneas, Park ha admitido que se hizo más relajada en su acercamiento a la actuación, y que ahora es capaz de "sentir" mejor a sus personajes. Se hizo conocida por interpretar a la mujer que conducía a los hombres a su destrucción y la desgracia en la película de gansters A Love, donde el personaje del amante de Park va a la cárcel después de defenderla, En el drama de la MBC La Dolce Vita, ella le dio vida a un alma solitaria, en la película parodia de espías Dachimawa Lee fue una sexy agente, y en el drama de la KBS The Slingshot, se sacrifica y se convierte en posesión del enemigo de su novio a cambio de la libertad de este . Park sonriendo dijo: "A mí, personalmente, no me gustan las femme fatales. Los hombres deben ser feliz junto a su mujer, no infelices."
Posteriormente en un Drama Especial interpretó a una empleada de librería, que se enamora de un hombre casado en Red Candy. A pesar de la dificultad de tomar parte en un drama de un capítulo, Park tomó el personaje con devota confianza en la guionista Noh Hee-kyung, de la cual es una gran fan. "Sentí que tenía que estar en todo lo que ella escriba."
En 2009 se unió al show de variedades Family Outing, en el cual participaban comediantes y artistas ocupándose de los distintos aspectos de la vida rural. Pero Park tuvo que abandonar el show después de solo seis meses debido a una recurrente lesión que sufrió durante el rodaje de un proyecto anterior.
La serie Coffee House fue un cambio muy afortunado para ella; después de haber tomado principalmente personajes serios y oscuros, Park dijo que ella había estado "muriendo por estar en una comedia romántica." Describiendo a Park como "muy buena" el director Pyo Min-soo, dijo que incorporaron su verdadera personalidad en la escritura de su personaje: una brillante, alegre, y cuidadosa mujer profesional que, al mismo tiempo, es trabajadora, sincera y confiada. Park dijo: "Honestamente, esta es la primera vez que el trabajo ha sido tan divertido."
En 2010 participó en el proceso creativo de la marca estadounidense de moda TOUCH diseñando la línea para celebridades. La "línea celebridad " que ella manejaba incluía las marcas Tulle, Line & Dot, 213 y MK2K.
Para la Navidad de 2011, ocho actores y actrices, incluyéndola, de la agencia Didim531 (entonces conocida como Eyagi Entertainment) grabaron una canción sin ayuda de cantantes profesionales entre ellos Park Si hoo, Jo Yeo-jeong y Nam Gyu-ri. La pista, titulada "Winter Story," es una alegre melodía basada en las emociones que surgen ante una confesión de amor que se hace durante el invierno.Fue lanzada a la venta en línea el 5 de diciembre de 2011, y todas las ganancias de las ventas de la canción fueron donadas a la caridad.
Park regresó a la pantalla grande después de un descanso de dos años (su última película había sido Marine Boy) en el 2012 The Scent. Interpretó a una seductora mujer que es la única testigo de la muerte de su marido y su amante, y de quien el detective sospecha es la asesina. Fascinada al leer el guion de la película, dijo, "Estoy realmente emocionada de que voy a interpretar a un personaje que es fresco en el exterior, pero está herido y triste en el interior."
Luego protagonizó el melodrama The Innocent Man, como una mujer que traiciona a su amante para servir a su propia ambición y lo lleva al camino destructivo de la venganza. los críticos han reconocido la madurez del desempeño de Park, diciendo que ella domina la complicada naturaleza de su personaje de una manera que aumentó la tensión de la historia, y no fue eclipsada por los principales actores Song Joong-ki y Moon Chae-won.
Después de dar a luz y ser acusada de usar propofol en 2013, volvió a la televisión con el drama de cable The Greatest Marriage(2014), en el que su personaje lucha para equilibrar sola la maternidad y una exitosa carrera como presentadora.
En 2015 debutó en Hollywood con el Último de los Caballeros, una película de acción ambientada en la época medieval sobre una banda de guerreros que buscan vengarse de un corrupto emperador. Protagonizó junto a Clive Owen, Morgan Freeman, y el veterano actor coreano Ahn Sung-ki. Con el director japonés Kazuaki Kiriya en el banquillo, el rodaje tuvo lugar en República Checa.
En 2020 se unió al elenco recurrente de la serie When My Love Blooms (también conocida como "The Most Beautiful Moment in Life"), donde interpretó a Jang Seo-kyung, la esposa separada de Jae-hyun.

## Vida personal
En el inicio de su carrera fue más conocida entre el público coreano no por su actuación, sino por ser la novia del popular cantante y actor Eric Mun (del grupo de K-pop Shinhwa), con quien comenzó a salir en el año 2004. Su relación con Mun eclipsó su carrera en la actuación durante sus primeros años, pues el público comúnmente la identificaba como "la novia de Eric". En una entrevista con The Korea Herald, dijo que le tomó alrededor de 10 diferentes personajes antes de que la etiqueta de "la novia de Eric" desapareciera de la percepción del público, añadiendo que el único punto positivo de aquella etiqueta era que ella lo amaba. La pareja se separó en 2007.
En agosto de 2010 en entrevista con Cosmopolitan dijo: «En estos días en lo que más pienso es, "¿he vivido bien?" Yo soy feliz cuando filmo los dramas o películas, pero en este tipo de vida debes volver atrás y hacer un balance de tu vida al menos una vez, y creo que ha llegado el momento. Quiero amar. Yo me quiero casar pronto y vivir bulliciosamente.»
El 19 de noviembre de 2011 en el Hotel Hyatt Seoul, Park contrajo matrimonio con Park Sang-hun, un empleado de oficina en una empresa pequeña. Dio a luz a su primera hija, el 24 de septiembre de 2013. Su segunda hija nació el 14 de noviembre de 2015.

A principios de 2013, Park fue una de los famosos investigada, y posteriormente, acusada de uso ilegal de propofol; su agencia negó las acusaciones, diciendo que ella tomó la droga por razones médicas después de que se lesionó la espalda haciendo escenas de acción de las películas Marine Boy y Dachimawa Lee. Durante el juicio, su médico testificó que había estado tomando el medicamento para el tratamiento de Osteonecrosis en la cabeza del fémur. En octubre de 2013, el Tribunal Central del Distrito de Seúl la encuentro culpable de tomar propofol, y fue condenada a ocho meses de prisión, suspendida por dos años.
El 17 de enero de 2021 le fue retirado el permiso de conducir por haber provocado un pequeño accidente en Seúl mientras conducía bajo los efectos del alcohol. La actriz se disculpó en público y alegó que cuando tomó el coche creía que había asimilado ya cuanto había ingerido la noche anterior.

## Filmografía

### Series
| Año  | Título                    | Rol                                | Red       |
| ---- | ------------------------- | ---------------------------------- | --------- |
| 2004 | 凤求凰 Feng Qiu Huang     |                                    | CCTV      |
| 2005 | 汗血宝马 Han Xue Bao Ma   | Gui Shou                           | CCTV      |
| 2005 | 宝莲灯 Lotus Lantern      | San Sheng Mu                       | CCTV      |
| 2005 | My Girl                   | Kim Se-hyun                        | SBS       |
| 2006 | Please Come Back, Soon-ae | aeromoza                           | SBS       |
| 2006 | Yeon Gaesomun             | Cheon Gwan-nyeo                    | SBS       |
| 2006 | Hyena                     | Soo-mi                             | tvN       |
| 2007 | When Spring Comes         | Oh Yeong-joo                       | KBS2      |
| 2008 | On Air                    | (cameo, episodio 3)                | SBS       |
| 2008 | La Dolce Vita             | Hong Da-ae                         | MBC       |
| 2009 | The Slingshot             | Seo Kyung-ah                       | KBS2      |
| 2010 | Drama Special "Red Candy" | Yoo-hee                            | KBS2      |
| 2010 | Coffee House              | Seo Eun-young                      | SBS       |
| 2011 | The Greatest Love         | Kim Hee-jin (cameo, episodios 3-4) | MBC       |
| 2012 | The Innocent Man          | Han Jae-hee                        | KBS2      |
| 2014 | The Greatest Marriage     | Cha Gi-young                       | TV Chosun |
| 2016 | Fantastic                 | Baek Sul                           | JTBC      |
| 2018 | Should We Kiss First?     | Baek Ji-min                        | SBS       |
| 2020 | Birthcare Center          | Han Hyo-rin (ep. #4)               | tvN       |
| 2020 | When My Love Blooms       | Jang Seo-kyung                     | tvN       |

### Cine
| Año  | Título         | Rol         |
| ---- | -------------- | ----------- |
| 2006 | The Fox Family | hija #1     |
| 2007 | Zigzag Love    | Ra-young    |
| 2007 | A Love         | Mi-ju       |
| 2008 | Dachimawa Lee  | Ma-ri       |
| 2008 | Marine Boy     | Choi Yu-ri  |
| 2012 | The Scent      | Kim Soo-jin |
| 2015 | Last Knights   | Hannah      |

### Espectáculo de variedades
- Family Outing (SBS, 2009)
- Guesthouse Daughters (KBS, 2017)

### Vídeos musicales
| Año  | Canción                                      | Artista                                                |
| ---- | -------------------------------------------- | ------------------------------------------------------ |
| 2005 | "Habit"                                      | Woo Soo                                                |
| 2006 | "Untouchable" [Parte 1]                      | Big 4 (SG Wannabe, Kim Jong-kook, M to M)              |
| 2006 | "Gone With the Wind" [Parte 2]               | Big 4 (SG Wannabe, Kim Jong-kook, M to M)              |
| 2007 | "My Heart Cannot Go On Like This Any Longer" | MC the Max                                             |
| 2009 | "After Love"                                 | Park Hyo-shin                                          |
| 2011 | "Amazed"                                     | K.Will feat. Supreme Team Simon D y Hyorin de (SiSTAR) |
| 2011 | "Rainy Season"                               | Jung-in                                                |
| 2011 | "No More Perfume on You"                     | Teen Top                                               |

## Premios y nominaciones
| Año  | Premio                                         | Categoría                                               | Nominación            | Resultado | Ref.   |
| ---- | ---------------------------------------------- | ------------------------------------------------------- | --------------------- | --------- | ------ |
| 2000 | Miss Seoul Pageant                             | [NA]: {{{1}}}                                           | [NA]: {{{1}}}         | 3° lugar  |        |
| 2006 | 27th Blue Dragon Film Awards                   | mejor actriz nueva                                      | The Fox Family        | Nominada  |        |
| 2006 | 2006 SBS Drama Awards                          | premio nueva estrella                                   | My Girl               | Ganadora  |        |
| 2007 | 43rd Baeksang Arts Awards                      | mejor actriz nueva (Film)                               | The Fox Family        | Ganadora  |        |
| 2007 | 43rd Baeksang Arts Awards                      | mejor actriz nueva (TV)                                 | When Spring Comes     | Nominada  |        |
| 2007 | 28th Blue Dragon Film Awards                   | mejor actriz de reparto                                 | A Love                | Nominada  |        |
| 2007 | 27th Korean Association of Film Critics Awards | mejor actriz nueva                                      | A Love                | Ganadora  |        |
| 2008 | 29th Blue Dragon Film Awards                   | mejor actriz de reparto                                 | Dachimawa Lee         | Nominada  |        |
| 2009 | KBS Drama Awards                               | premio excelencia, actriz                               | The Slingshot         | Nominada  |        |
| 2010 | 2010 SBS Drama Awards                          | premio excelencia, actriz                               | Coffee House          | Nominada  |        |
| 2010 | KBS Drama Awards                               | mejor actriz                                            | Red Candy             | Nominada  |        |
| 2012 | KBS Drama Awards                               | premio excelencia, actriz                               | The Innocent Man      | Nominada  |        |
| 2018 | 26th SBS Drama Awards                          | premio a la excelencia, actriz en serie de lunes-martes | Should We Kiss First? | Nominada  | [ 64 ] |